# 携帯基地局
携帯基地局（けいたいきちきょく）は、無線局の種別の一つで携帯局と通信するために陸上に開設する移動しない無線局である。
携帯電話とは関係無い。

## 定義
総務省令電波法施行規則第4条第1項第7号に「携帯局と通信を行うため陸上に開設する移動しない無線局」と定義している。 
ここでいう「陸上」とは、第3条第1項第5号により「河川、湖沼その他これらに準ずる水域を含む」ものである。
また、第3条第1項第8号の2には、携帯移動業務を「携帯局と携帯基地局との間又は携帯局相互間の無線通信業務」と定義している。

## 概要
船舶・航空機に随意に持ち込んで運用される携帯局と通信する無線局である。
相手方の無線機がもっぱら陸上で用いられるものであれば、陸上移動局として免許され、これと通信をするのは基地局だからである。
陸上局の一種でもある。
通信の相手方は原則として事業者の携帯局、通信内容も事業者内の用途に限られ、海岸局・航空局の代用になるものではなく、海上交通・航空交通の管制といった安全運行にかかわる用途には使用できない。
その為、船舶・航空機との通信が業務上で随時に必要な事業者でなければ免許されない。
例えば、船舶・航空機の製造・修理業者、内航海運業者、ヘリコプターを有する警察・消防官署や新聞社・放送事業者・電力会社などである。
業務の性質上、海岸局や航空局と、また陸上の通信網との接続の為に固定局や基地局と併設されているものもある。
廃止されたマリネットホンも携帯移動業務であり、その親局も携帯基地局であった。 

## 免許・登録
外国籍の者に免許は原則として与えられないことは電波法第5条第1項に定められているが、第2項に例外が列挙され
- 第8号　電気通信業務を行うことを目的として開設する無線局

があり、外国人や外国の会社・団体でも携帯基地局を開設できる。 
5GHz帯無線アクセスシステムの携帯基地局は、登録局である。
特定無線設備の技術基準適合証明等に関する規則により認証された適合表示無線設備を使用できるものは簡易な免許手続の規定が適用され、予備免許や落成検査が省略されて免許される。
- 特定無線設備が制度化される以前は、無線機器型式検定規則による検定に合格した「検定合格機器」によるものが、簡易な免許手続の対象とされていた。

種別コードはFP。
有効期間は免許・登録の日から5年。但し、包括免許以外の免許・登録については当初に限り有効期限は4年をこえて5年以内の5月31日

となる。

### 用途
局数の推移に見るように、その他国家行政用（警察用、海上保安用を含む。）、電気用（電力会社の送電線パトロール用）、放送用が多数を占める。

### 局数
無線局登録状に局数は記載されない。

### 通信の相手方
電波法第52条の目的外使用として同条第6号の「その他総務省令で定める通信」を受けた電波法施行規則第37条に規定するもの（官公庁およびこれに準ずる団体にしか認められないもの、
同一免許人所属の陸上移動局など携帯移動業務以外の移動局との通信などに限定される。）を除き、免許人所属の携帯局（異免許人間通信を同意した他の免許人所属の携帯局を含む。）に限られる。
上述のように、携帯移動業務の無線局は原則として同一免許人内の通信に利用するものであることによる。
ヘリテレシステムなどの受信設備が受信基地と呼ばれることがあるが、受信のみを目的とするものは無線局ではない

ので、携帯基地局ではない。

### 旧技術基準の機器の使用
無線設備規則のスプリアス発射等の強度の許容値に関する技術基準改正

により、旧技術基準に基づく無線設備が免許されるのは「平成29年11月30日」まで
、
使用は「平成34年11月30日」まで

とされた。
対象となるのは、
- 「平成17年11月30日」[6]までに製造された機器、型式検定に合格した検定合格機器[7]または認証された適合表示無線設備[8]
- 経過措置として、旧技術基準により「平成19年11月30日」までに製造された機器[9]、型式検定に合格した検定合格機器[10]または認証された適合表示無線設備[11]

である。
新規免許は「平成29年12月1日」以降はできないが、使用期限はコロナ禍により「当分の間」延期された。
但し、検定合格機器は設置が継続される限り検定合格の効力は有効とされるので、新たに使用期限が設定されても設置し続ける限り使用可能で再免許も可能。
詳細は無線局#旧技術基準の機器の使用を参照。

## 運用
無線局運用規則第4章 固定業務、陸上移動業務及び携帯移動業務の無線局、簡易無線局並びに非常局の運用による。

## 操作
携帯基地局は、政令電波法施行令第3条第2項第8号に規定する陸上の無線局であり、原則として第三級陸上特殊無線技士以上の無線従事者による監督を要する。
例外を規定する電波法施行規則第33条の無線従事者を要しない「簡易な操作」から携帯基地局に係わるものを抜粋する。
- 第4号(1)　特定無線局以外の陸上に開設した無線局でかつ海岸局、航空局、船上通信局、無線航行局、海岸地球局又は航空地球局以外のものの通信操作
  - 携帯基地局も該当する。
- 第8号　その他に別に告示するもの
  - これに基づく告示[15]にあるプレストーク方式による無線電話の送受切替装置の技術操作

## 検査
- 落成検査は、適合表示無線設備を用いたものであれば簡易な免許手続が適用され省略される。これ以外でも一部を除き登録検査等事業者等による点検が可能でこの結果に基づき一部省略される。
- 定期検査は、電波法施行規則第41条の2の6第5号により空中線電力が1Wを超えると行われる。周期は別表第5号第22号により5年。一部を除き登録検査等事業者等による検査が可能でこの結果に基づき省略される。
- 変更検査は、落成検査と同様である。

## 沿革
1950年（昭和25年）- 電波法施行規則制定時には、携帯基地局という種別は定義されておらず相当する無線局は陸上局として、相手方となる携帯局に相当する無線機は移動局として免許、免許の有効期間は5年
- 但し、当初の免許の有効期限は電波法施行の日から2年6ヶ月後（昭和27年11月30日）まで[17]

1952年（昭和27年）- 11月30日に最初の再免許
- 以後、5年毎の11月30日に満了するように免許された。

1958年（昭和33年）- 電波法施行規則に定義、また携帯局、携帯移動業務についても定義、免許の有効期間は3年、運用開始の届出および免許の公示を要しない無線局に
- 従前の陸上局は携帯基地局とみなされ、免許の有効期間は残存期間のまま[19]
  - 以後、3年毎の11月30日に満了するように免許された。

1971年（昭和46年）- 免許の有効期間は5年に

- 以後、5年毎の11月30日に満了するように免許された。

1993年（平成5年）
- 電波利用料制度化、電波法別表第6第2項の「移動しない無線局」が適用[21]
- 電気通信業務用および公共業務用以外の携帯基地局は無線業務日誌の備付けが不要に[22]

1994年（平成6年）
- 携帯移動業務の無線局は、毎年一定の告示[23]で定める日が免許の有効期限に[24]
  - 以後、免許の有効期限は免許の日から4年を超えて5年以内の5月31日までとなる。

1997年（平成9年）- 空中線電力1W以下の携帯基地局は定期検査を要しないものに

1998年（平成10年）- 外国籍の者が電気通信事業用携帯基地局を開設できることに

2009年（平成21年）- 携帯基地局は全て無線業務日誌の備付けが不要に

2012年（平成24年）- 5GHz帯無線アクセスシステムの携帯基地局は登録局に

| 年度                                       | 総数  | その他国家行政 | 電気 | 放送 | 出典                 | 出典                           |
| ------------------------------------------ | ----- | -------------- | ---- | ---- | -------------------- | ------------------------------ |
| 平成11年度末                               | 3,238 | 602            | 596  | 594  | 地域・局種別無線局数 | 平成11年度第4四半期末          |
| 平成12年度末                               | 3,310 | 673            | 602  | 513  | 地域・局種別無線局数 | 平成12年度第4四半期末          |
| 平成13年度末                               | 3,369 | 701            | 607  | 517  | 用途別無線局数       | H13 用途・業務・免許人・局種別 |
| 平成14年度末                               | 3,404 | 703            | 607  | 527  | 用途別無線局数       | H14 用途・局種別無線局数       |
| 平成15年度末                               | 3,304 | 706            | 608  | 531  | 用途別無線局数       | H15 用途・局種別無線局数       |
| 平成16年度末                               | 3,187 | 711            | 609  | 529  | 用途別無線局数       | H16 用途・局種別無線局数       |
| 平成17年度末                               | 3,215 | 717            | 611  | 537  | 用途別無線局数       | H17 用途・局種別無線局数       |
| 平成18年度末                               | 3,286 | 735            | 662  | 552  | 用途別無線局数       | H18 用途・局種別無線局数       |
| 平成19年度末                               | 3,186 | 714            | 661  | 554  | 用途別無線局数       | H19 用途・局種別無線局数       |
| 平成20年度末                               | 3,155 | 711            | 660  | 552  | 用途別無線局数       | H20 用途・局種別無線局数       |
| 平成21年度末                               | 3,125 | 724            | 663  | 554  | 用途別無線局数       | H21 用途・局種別無線局数       |
| 平成22年度末                               | 3,133 | 745            | 672  | 554  | 用途別無線局数       | H22 用途・局種別無線局数       |
| 平成23年度末                               | 3,161 | 798            | 683  | 542  | 用途別無線局数       | H23 用途・局種別無線局数       |
| 平成24年度末                               | 3,161 | 871            | 689  | 546  | 用途別無線局数       | H24 用途・局種別無線局数       |
| 平成25年度末                               | 3,285 | 878            | 692  | 590  | 用途別無線局数       | H25 用途・局種別無線局数       |
| 平成26年度末                               | 3,327 | 884            | 696  | 593  | 用途別無線局数       | H26 用途・局種別無線局数       |
| 平成27年度末                               | 3,384 | 920            | 711  | 606  | 用途別無線局数       | H27 用途・局種別無線局数       |
| 平成28年度末                               | 3,220 | 853            | 711  | 593  | 用途別無線局数       | H28 用途・局種別無線局数       |
| 平成29年度末                               | 3,167 | 786            | 716  | 598  | 用途別無線局数       | H29 用途・局種別無線局数       |
| 平成30年度末                               | 3,099 | 780            | 716  | 597  | 用途別無線局数       | H30 用途・局種別無線局数       |
| 令和元年度末                               | 2,950 | 752            | 697  | 596  | 用途別無線局数       | R01 用途・局種別無線局数       |
| 令和2年度末                                | 2,877 | 853            | 617  | 594  | 用途別無線局数       | R02 用途・局種別無線局数       |
| 令和3年度末                                | 2,804 | 862            | 617  | 590  | 用途別無線局数       | R03 用途・局種別無線局数       |
| 令和4年度末                                | 2,799 | 887            | 619  | 586  | 用途別無線局数       | R04 用途・局種別無線局数       |
| 令和5年度末                                | 2,677 | 795            | 620  | 581  | 用途別無線局数       | R05 用途・局種別無線局数       |
| 平成24年度より免許局と登録局が合算される。 |       |                |      |      |                      |                                |

## 諸外国の相当種別
無線局の免許制度は、国によって異なり細部に相違がある。

### 米国
米国では、FCC rules title47　Part80 Stations in the Martime Services　Section80.5 Definition（定義）及びPart 87 Aviation Services　Section87.5 Definitionにある”Operational fixed station”が相当する。